# Llista d'asteroides/198501-198600
| Nom      | Designació provisional | Data de descobriment   | Lloc de descobriment | Descobridor/s       |
| -------- | ---------------------- | ---------------------- | -------------------- | ------------------- |
| 198501 - | 2004 XN74              | 8 de desembre de 2004  | Socorro              | LINEAR              |
| 198502 - | 2004 XP76              | 10 de desembre de 2004 | Kitt Peak            | Spacewatch          |
| 198503 - | 2004 XC77              | 10 de desembre de 2004 | Socorro              | LINEAR              |
| 198504 - | 2004 XG77              | 10 de desembre de 2004 | Socorro              | LINEAR              |
| 198505 - | 2004 XP77              | 10 de desembre de 2004 | Socorro              | LINEAR              |
| 198506 - | 2004 XG78              | 10 de desembre de 2004 | Socorro              | LINEAR              |
| 198507 - | 2004 XK81              | 10 de desembre de 2004 | Socorro              | LINEAR              |
| 198508 - | 2004 XY81              | 10 de desembre de 2004 | Kitt Peak            | Spacewatch          |
| 198509 - | 2004 XL82              | 11 de desembre de 2004 | Socorro              | LINEAR              |
| 198510 - | 2004 XZ82              | 11 de desembre de 2004 | Kitt Peak            | Spacewatch          |
| 198511 - | 2004 XK84              | 12 de desembre de 2004 | Kitt Peak            | Spacewatch          |
| 198512 - | 2004 XF85              | 12 de desembre de 2004 | Kitt Peak            | Spacewatch          |
| 198513 - | 2004 XK87              | 9 de desembre de 2004  | Catalina             | CSS                 |
| 198514 - | 2004 XW87              | 9 de desembre de 2004  | Catalina             | CSS                 |
| 198515 - | 2004 XY88              | 10 de desembre de 2004 | Kitt Peak            | Spacewatch          |
| 198516 - | 2004 XC89              | 10 de desembre de 2004 | Campo Imperatore     | CINEOS              |
| 198517 - | 2004 XG92              | 11 de desembre de 2004 | Socorro              | LINEAR              |
| 198518 - | 2004 XG96              | 11 de desembre de 2004 | Kitt Peak            | Spacewatch          |
| 198519 - | 2004 XY96              | 11 de desembre de 2004 | Kitt Peak            | Spacewatch          |
| 198520 - | 2004 XZ96              | 11 de desembre de 2004 | Kitt Peak            | Spacewatch          |
| 198521 - | 2004 XX97              | 11 de desembre de 2004 | Kitt Peak            | Spacewatch          |
| 198522 - | 2004 XF98              | 11 de desembre de 2004 | Kitt Peak            | Spacewatch          |
| 198523 - | 2004 XX100             | 14 de desembre de 2004 | Socorro              | LINEAR              |
| 198524 - | 2004 XN101             | 14 de desembre de 2004 | Catalina             | CSS                 |
| 198525 - | 2004 XJ103             | 14 de desembre de 2004 | Catalina             | CSS                 |
| 198526 - | 2004 XO103             | 9 de desembre de 2004  | Catalina             | CSS                 |
| 198527 - | 2004 XA104             | 9 de desembre de 2004  | Kitt Peak            | Spacewatch          |
| 198528 - | 2004 XJ105             | 11 de desembre de 2004 | Socorro              | LINEAR              |
| 198529 - | 2004 XY105             | 11 de desembre de 2004 | Socorro              | LINEAR              |
| 198530 - | 2004 XJ106             | 11 de desembre de 2004 | Socorro              | LINEAR              |
| 198531 - | 2004 XM106             | 11 de desembre de 2004 | Socorro              | LINEAR              |
| 198532 - | 2004 XS106             | 11 de desembre de 2004 | Socorro              | LINEAR              |
| 198533 - | 2004 XU106             | 11 de desembre de 2004 | Socorro              | LINEAR              |
| 198534 - | 2004 XV107             | 11 de desembre de 2004 | Socorro              | LINEAR              |
| 198535 - | 2004 XB109             | 12 de desembre de 2004 | Socorro              | LINEAR              |
| 198536 - | 2004 XW110             | 14 de desembre de 2004 | Catalina             | CSS                 |
| 198537 - | 2004 XR111             | 14 de desembre de 2004 | Kitt Peak            | Spacewatch          |
| 198538 - | 2004 XT119             | 12 de desembre de 2004 | Kitt Peak            | Spacewatch          |
| 198539 - | 2004 XJ121             | 14 de desembre de 2004 | Socorro              | LINEAR              |
| 198540 - | 2004 XK122             | 9 de desembre de 2004  | Catalina             | CSS                 |
| 198541 - | 2004 XD123             | 10 de desembre de 2004 | Socorro              | LINEAR              |
| 198542 - | 2004 XB124             | 10 de desembre de 2004 | Socorro              | LINEAR              |
| 198543 - | 2004 XG126             | 12 de desembre de 2004 | Anderson Mesa        | LONEOS              |
| 198544 - | 2004 XO126             | 13 de desembre de 2004 | Kitt Peak            | Spacewatch          |
| 198545 - | 2004 XR131             | 11 de desembre de 2004 | Socorro              | LINEAR              |
| 198546 - | 2004 XS131             | 11 de desembre de 2004 | Socorro              | LINEAR              |
| 198547 - | 2004 XZ131             | 11 de desembre de 2004 | Socorro              | LINEAR              |
| 198548 - | 2004 XB132             | 11 de desembre de 2004 | Socorro              | LINEAR              |
| 198549 - | 2004 XB133             | 14 de desembre de 2004 | Socorro              | LINEAR              |
| 198550 - | 2004 XL133             | 15 de desembre de 2004 | Socorro              | LINEAR              |
| 198551 - | 2004 XN133             | 15 de desembre de 2004 | Socorro              | LINEAR              |
| 198552 - | 2004 XP134             | 15 de desembre de 2004 | Socorro              | LINEAR              |
| 198553 - | 2004 XP136             | 15 de desembre de 2004 | Socorro              | LINEAR              |
| 198554 - | 2004 XV136             | 15 de desembre de 2004 | Socorro              | LINEAR              |
| 198555 - | 2004 XU144             | 13 de desembre de 2004 | Campo Imperatore     | CINEOS              |
| 198556 - | 2004 XE145             | 13 de desembre de 2004 | Socorro              | LINEAR              |
| 198557 - | 2004 XB146             | 14 de desembre de 2004 | Socorro              | LINEAR              |
| 198558 - | 2004 XE148             | 14 de desembre de 2004 | Socorro              | LINEAR              |
| 198559 - | 2004 XF148             | 14 de desembre de 2004 | Socorro              | LINEAR              |
| 198560 - | 2004 XA149             | 14 de desembre de 2004 | Campo Imperatore     | CINEOS              |
| 198561 - | 2004 XX151             | 15 de desembre de 2004 | Kitt Peak            | Spacewatch          |
| 198562 - | 2004 XQ153             | 15 de desembre de 2004 | Kitt Peak            | Spacewatch          |
| 198563 - | 2004 XY155             | 14 de desembre de 2004 | Socorro              | LINEAR              |
| 198564 - | 2004 XB158             | 14 de desembre de 2004 | Kitt Peak            | Spacewatch          |
| 198565 - | 2004 XU161             | 15 de desembre de 2004 | Socorro              | LINEAR              |
| 198566 - | 2004 XB162             | 15 de desembre de 2004 | Catalina             | CSS                 |
| 198567 - | 2004 XK162             | 15 de desembre de 2004 | Socorro              | LINEAR              |
| 198568 - | 2004 XF164             | 3 de desembre de 2004  | Anderson Mesa        | LONEOS              |
| 198569 - | 2004 XE168             | 3 de desembre de 2004  | Kitt Peak            | Spacewatch          |
| 198570 - | 2004 XW171             | 10 de desembre de 2004 | Kitt Peak            | Spacewatch          |
| 198571 - | 2004 XP172             | 10 de desembre de 2004 | Socorro              | LINEAR              |
| 198572 - | 2004 XA177             | 11 de desembre de 2004 | Kitt Peak            | Spacewatch          |
| 198573 - | 2004 XX177             | 12 de desembre de 2004 | Kitt Peak            | Spacewatch          |
| 198574 - | 2004 XK182             | 1 de desembre de 2004  | Catalina             | CSS                 |
| 198575 - | 2004 YM                | 17 de desembre de 2004 | Socorro              | LINEAR              |
| 198576 - | 2004 YU3               | 16 de desembre de 2004 | Jarnac               | Jarnac              |
| 198577 - | 2004 YG4               | 16 de desembre de 2004 | Kitt Peak            | Spacewatch          |
| 198578 - | 2004 YX7               | 18 de desembre de 2004 | Mount Lemmon         | Mount Lemmon Survey |
| 198579 - | 2004 YR11              | 18 de desembre de 2004 | Mount Lemmon         | Mount Lemmon Survey |
| 198580 - | 2004 YV11              | 18 de desembre de 2004 | Mount Lemmon         | Mount Lemmon Survey |
| 198581 - | 2004 YR12              | 18 de desembre de 2004 | Mount Lemmon         | Mount Lemmon Survey |
| 198582 - | 2004 YT13              | 18 de desembre de 2004 | Mount Lemmon         | Mount Lemmon Survey |
| 198583 - | 2004 YQ20              | 18 de desembre de 2004 | Mount Lemmon         | Mount Lemmon Survey |
| 198584 - | 2004 YQ21              | 18 de desembre de 2004 | Mount Lemmon         | Mount Lemmon Survey |
| 198585 - | 2004 YR29              | 16 de desembre de 2004 | Anderson Mesa        | LONEOS              |
| 198586 - | 2004 YQ31              | 19 de desembre de 2004 | Catalina             | CSS                 |
| 198587 - | 2004 YD32              | 17 de desembre de 2004 | Anderson Mesa        | LONEOS              |
| 198588 - | 2004 YP32              | 21 de desembre de 2004 | Catalina             | CSS                 |
| 198589 - | 2004 YQ33              | 16 de desembre de 2004 | Anderson Mesa        | LONEOS              |
| 198590 - | 2004 YV34              | 18 de desembre de 2004 | Mount Lemmon         | Mount Lemmon Survey |
| 198591 - | 2004 YB35              | 19 de desembre de 2004 | Anderson Mesa        | LONEOS              |
| 198592 - | 2005 AK                | 3 de gener de 2005     | Begues               | Begues              |
| 198593 - | 2005 AK1               | 1 de gener de 2005     | Catalina             | CSS                 |
| 198594 - | 2005 AR1               | 1 de gener de 2005     | Catalina             | CSS                 |
| 198595 - | 2005 AD5               | 6 de gener de 2005     | Catalina             | CSS                 |
| 198596 - | 2005 AR5               | 6 de gener de 2005     | Catalina             | CSS                 |
| 198597 - | 2005 AU5               | 6 de gener de 2005     | Catalina             | CSS                 |
| 198598 - | 2005 AD6               | 6 de gener de 2005     | Catalina             | CSS                 |
| 198599 - | 2005 AE7               | 6 de gener de 2005     | Catalina             | CSS                 |
| 198600 - | 2005 AJ7               | 6 de gener de 2005     | Catalina             | CSS                 |